# Ridderne af det runde bord
|  | For filmen - se Ridderne af det runde bord (film) |
Ridderne af det runde bord var de mænd som var udstyret med den højeste ridderorden ved kong Arthurs hof i historierne i Matter of Britain. Det runde bord, ved hvilket de holdt møde, skulle vise, at de alle var lige. Antallet af riddere er forskelligt fra fortælling til fortælling; fra kun 12 til 150 eller flere. Det Runde bord Winchester, som er dateret til 1270'erne, opremser 25 riddernavne. Det Runde Bord Winchester er opkaldt efter Ridderne af det runde bord.
Sir Thomas Malory beskriver riddernes ordensregler som:
- Aldrig gå amok eller myrde
- Altid undgå forræderi
- På ingen måde være ond, men være barmhjertig mod mennesker, som beder om barmhjertighed
- Altid yde fruer og enker hjælp
- Aldrig tvinge fruer eller enker
- Ikke begynde stridigheder på grund af uoverensstemmelser om kærlighed eller materielle værdier

## Ridderliste
- Sir Aglovale, søn af kong Pellinore af Listinoise
- Sir Agravaine, søn af kong Lot af Orkney
- Kong Bagdemagus
- Sir Bedivere (Bedwyr), kaster Excalibur tilbage i søen, da Arthur dør
- Sir Bors, Konge of Gannes (Gaul)
- Sir Breunor, også kendt som "La Cote Male Taile"
- Sir Cador
- Sir Caradoc, kaldet "Caradoc Vreichvras" eller "Caradoc Strong Arm"
- Sir Colgrevance
- Sir Constantine, søn af Cador, som blev konge efter Arthurs død
- Sir Dagonet
- Sir Warwick søn af Tristonia og Dylan.
- Sir Dinadan, søn af Sir Brunor Senior og Sirs Brunor broder le Noir 'La Cote Mal Taillée' og Daniel.
- Sir Ector, Arthurs fosterfar og Sir Kays far
- Sir Ector de Maris, søn af King Ban af Benwick
- Sir Elyan the White, søn af Sir Bors
- Sir Erec, (se også Geraint)
- Sir Gaheris
- Sir Galahad (søn af Lancelot)
- Sir Galehaut, Lancelots ven
- Sir Galeschin (søn af Elaine og Kong Nentres)
- Sir Gareth, også kaldet Beaumains eller Goodhands
- Sir Gawain (Gawaine, Walganus, Balbhuaidh, Gwalchmai)
- Sir Geraint (se også Erec)
- Sir Gingalain, først kaldet Sir Le Bel Inconnu ("The "Fair Unknown"), Gawains søn

| - Sir Griflet, også kaldet Sir Griflet le Fils de Dieu - Kong Hoel - Sir Kay (Cai, Caius), Arthurs halvbror, søn af Sir Ector - Sir Lamorak - Sir Lancelot (Launcelot du Lac, far til Sir Galahad) - Kong Leodegrance, Guineveres far - Sir Lionel - Sir Lucan - Sir Maleagant, som bortfører Guinevere - Sir Meliant de Lis - Sir Mordred, Arthurs uægte søn og rigets ødelægger - Sir Morholt - Sir Palamedes the Saracen - Sir Pelleas, Damen i søens mand - Kong Pellinore - Sir Percival (Perceval, Peredur), søn af Pellinore - Sir Sagramore le Desirous - Sir Safir, bror til Palamedes - Sir Segwarides, bror til Palamedes - Sir Tor - Sir Tristram (Tristan) - Kong Uriens - Sir Ywain (Owain), søn af Kong Uriens af Gore - Sir Ywain the Bastard, også søn af Uriens |

Herudover nævner Malory flere ukendte riddere i episoden med Sir Urry:
| - Kong Angwish af Irland, - Kong AB-Enion, Beignon (Benion i Breton) - Don Adrian - Earl Aristance, - Sir Azreal, - Sir Arrok, - Sir Ascamore, - Sir Balan (bror til Sir Balin, kom til at dræbe sin bror i en duel, i hvilken de begge bar hjelm og ikke vidste, hvem de kæmpede med) - Sir Balin (bror til Sir Balan, kom til at dræbe sin bror i en duel, i hvilken de begge bar hjelm og ikke vidste, hvem de kæmpede med) - Sir Barrant le Apres - Sir Bellenger le Beau, - Sir Belliance le Orgulous, - Sir Blamor de Ganis, - Sir Bleoberis de Ganis, - Sir Borre le Cœur Hardi (kong Arthurs søn), - Sir Brandiles, - Sir Brian de Listinoise, - Kong Carados of Scotland, - Sir Cardok, - Hertug Chalance of Clarence, - Kong Clariance of Northumberland, - Sir Clarus of Cleremont, - Sir Clegis, - Sir Clodrus, - Sir Colgrevance, - Sir Crosslem, - Sir Damas, - Sir Degrave sans Villainy, - Sir Degrevant, - Sir Dinas le Seneschal de Cornwall, - Sir Dinas, | - Sir Dodinas le Savage, - Sir Dornar, - Sir Driant, - Sir Edward af Caernarvon, - Sir Edward af Orkney, - Sir Epinogris (søn af King Clariance af Northumberland), - Sir Fergus, - Sir Florence og Sir Lovell (sønner af Gawain af Sir Brandiles' søster), - Sir Gahalantine, - Sir Galahalt (en hertug kendt som the Haut Prince), - Sir Galihodin, - Sir Galleron of Galway, - Sir Gauter, - Sir Gillimer, - Sir Grummor Grummorson, - Sir Gumret le Petit, - Sir Harry le Fils Lake, - Sir Hebes (ikke Hebes le Renowne), - Sir Hebes le Renowne, - Sir Hectimere, - Sir Helian le Blanc, - Sir Herminde, - Sir Hervis de la Forest Savage, - Sir Ironside (ridder af the Red Launds), - Sir Kay l'Estrange (ikke Kay, Arthurs seneschal), |

| - Jarl Lambaile, - Sir Lambegus, - Sir Lamiel af Cardiff, - Sir Lavain, - Sir Lucan the Butler, - Sir Mador de la Porte, - Sir Marrok (hvis kone forvandler ham til en vareulv i syv år), - Sir Melias de l'Isle, - Sir Melion af the Mountain, - Sir Meliot de Logris, - Sir Menaduke, - Sir Morganor, - Kong Nentres af Garlot, - Sir Neroveus, - Sir Ozanna le Cœur Hardi, - Sir Perimones (bror til Persant og Pertolepe. Kaldet the Red Knight), | - Sir Persant, - Sir Pertolepe, - Sir Petipace af Winchelsea, - Sir Plaine de Fors, - Sir Plenorius, - Sir Priamus, - Sir Reynold, - Sir Sadok, - Sir Selises af the Dolorous Tower, - Sir Sentrail, - Sir Severause le Breuse (kendt for at afvise kampe med mænd for i stedet at kæmpe med giganter, drager og vilde dyr), - Sir Suppinabiles, - Jarl Ulbawes, - Sir Urry, - Sir Uwain le Avoutres, og - Sir Villiars the Valiant. |

Andre kilder/historier nævner endnu flere riddere. For eksempel Lancelot und Ginevra (ukendt, 1230) nævner Sir Gaimar og følgende har ham begge som elsker Guinevere og Morgan le Fay. (En asteroide er opkaldt efter ham: 9502 Gaimar)